# Partidul Vlahilor din Macedonia
Partidul Vlahilor din Macedonia, menționat uneori și Partidul Aromânilor din Macedonia, (PVM) (în macedoneană Партија на Власите од Македонија, transliterat: Partija na Vlasite od Makedonija, acronim ПВМ; în aromână Partia Armãnjilor ditu Machidunie, acronim PAM), numit uneori Partidul Vlahilor sau Partidul Vlah (în macedoneană Партијата на Власите, în aromână Partia Armãnjilor), este unul dintre cele două partide politice⁠(d) din Macedonia de Nord care reprezintă minoritatea aromână din această țară⁠(d), celălalt fiind Uniunea Democratică a Vlahilor din Macedonia.

## Istoric
Partidul a fost fondat în anul 2001 la Skopje de Mite Kostov Papuli (în aromână Mite Costov Papuli, Mita Costov Papuli), care era, de asemenea, membru al multor altor organizații aromâne din Macedonia de Nord. Papuli a murit în anul 2020, la vârsta de 61 de ani, din cauza COVID-19.
PVM a făcut parte la începutul anilor 2000 din coaliții electorale victorioase: coaliția VRMO-LPM (2006) și „Pentru o Macedonie mai bună” (2008). În martie 2020, înaintea alegerilor parlamentare din acel an, Partidul Vlahilor din Macedonia s-a alăturat coaliției Reconstrucția Macedoniei (în macedoneană Обнова на Македонија, transliterat: Obnona na Makedonija), care includea mai multe partide macedonene printre care și Organizația Revoluționară Internă Macedoneană – Partidul Democrat pentru Unitatea Națională Macedoneană (VMRO-DPMNE).
În 2021, cu ocazia Zilei Naționale a Aromânilor, sărbătorită în fiecare an la 23 mai, un reprezentant al PVM, precum și reprezentanți ai UDVM și ai altor organizații aromâne din Macedonia de Nord, s-au întâlnit cu președintele Macedoniei de Nord⁠(d), Stevo Pendarovski, și au solicitat o circumscripție cu locuri garantate în Parlamentul Macedoniei de Nord pentru reprezentanții minorității aromâne din această țară. Discuțiile purtate cu acel prilej au vizat, de asemenea, situația minorității aromâne din Macedonia de Nord și progresele înregistrate până atunci în ceea ce privește asigurarea drepturilor minorității⁠(d).

## Vezi si
- Uniunea Democratică a Vlahilor din Macedonia, celălalt partid politic aromân din Macedonia de Nord
- Alianța pentru Egalitate și Justiție Europeană, singurul partid politic aromân din afara Macedoniei de Nord